# Ornamento y delito

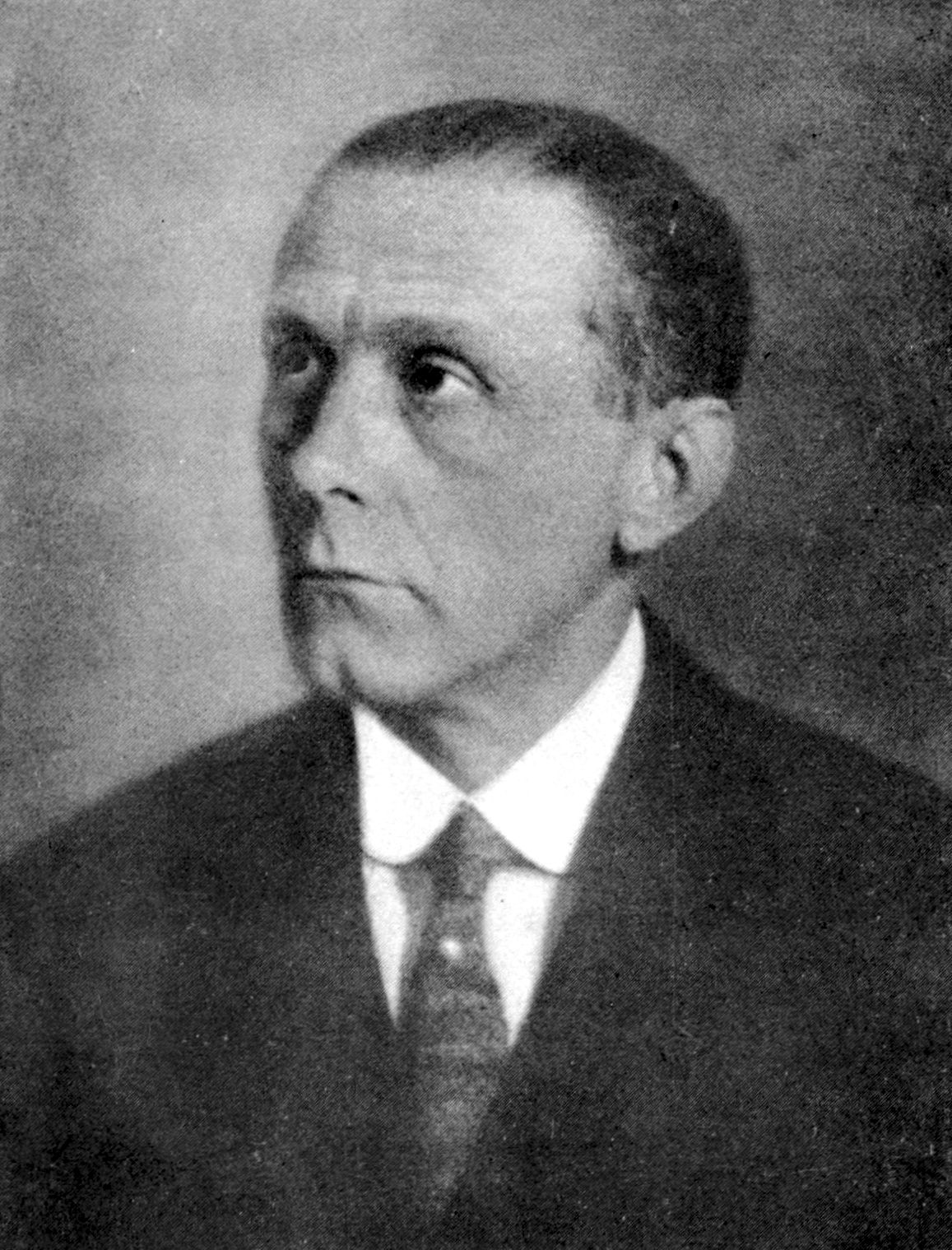
Adolf Loos

Ornamento y delito (en alemán, Ornament und Verbrechen) es un ensayo y conferencia del arquitecto de la modernidad Adolf Loos que critica el ornamento en objetos útiles.

## Historia
Contrariamente a la creencia popular de que fue compuesta en 1908, Adolf Loos dio la conferencia por primera vez en 1910 en el Akademischer Verband für Literatur und Musik («Asociación Académica de Literatura y Música») en Viena. El ensayo fue publicado en 1913 en Les Cahiers d’aujourd’hui en francés como Ornement et Crime. Solo en 1929 se publicó el ensayo en alemán en el periódico Frankfurter Zeitung, como Ornament und Verbrechen. Fue el arquitecto Henry Kulka, quien ayudó a Loos durante una reimpresión del ensayo en 1931 en Trotzdem, que alteró el año original a 1908 después de consultar a Loos, quien no recordaba bien o quería asumir la primacía en la confrontación contra los «sezessionistas».

## Contenido
El ensayo fue escrito cuando el Art Nouveau, conocido como Sezession en Austria y que Loos había vituperado incluso en su apogeo en 1900, estaba mostrando un nuevo camino hacia el arte moderno. El ensayo es importante para articular algunos puntos de vista moralizantes, heredados del movimiento Arts and Crafts, que serían fundamentales para la Escuela de la Bauhaus y ayudarían a definir la ideología de la modernidad en la arquitectura.
«La evolución de la cultura marcha con la eliminación del ornamento de los objetos útiles», proclamó Loos, vinculando así el sentido optimista del progreso lineal y ascendente de las culturas con la moda contemporánea para aplicar la evolución biológica a los contextos culturales. El trabajo de Loos fue impulsado por las regulaciones que encontró cuando diseñó una sastrería sin ornamentación al lado de un palacio. Finalmente aceptó los requisitos agregando una maceta.
En el ensayo, Loos explica su filosofía, describiendo cómo la ornamentación puede tener el efecto de hacer que los objetos pasen de moda y, por lo tanto, queden obsoletos. Se dio cuenta de que era un crimen desperdiciar el esfuerzo necesario para agregar ornamentación, cuando la ornamentación haría que el objeto pronto pasara de moda. Loos introdujo un sentido de la «inmoralidad» del ornamento, describiéndolo como «degenerado», su supresión como necesaria para regular la sociedad moderna. Tomó como uno de sus ejemplos los tatuajes papúes y las intensas decoraciones superficiales de los objetos que lo rodean. Loos dice que, a los ojos de la cultura occidental, el hombre papú no ha evolucionado a las circunstancias morales y civilizadas del hombre moderno, quién, en caso de tatuarse, sería considerado un criminal o un degenerado.
Loos nunca abogó por la ausencia total de ornamentación, pero creía que tenía que ser apropiada para el tipo de material.
Loos llegó a la conclusión de que «nadie puede vivir sin ningún adorno hoy en día en nuestro nivel cultural... Liberarse del adorno es un signo de fortaleza espiritual».

## Lectura complementaria
- Reyner Banham, 1960. Teoría y Diseño en la Primera Edad de Máquina, temas y actitudes Característicos de arquitectos y artistas europeos, 1900@–1930.
- Siegfried Giedion. Espacial, Tiempo y Arquitectura: El Crecimiento de una Tradición Nueva.
- Adolf Loos, "Ornamento und Verbrechen" Adolf Loos: Sämtliche Schriften en zwei Bänden @– Erster Banda, Viena, 1962.
- Joseph Rykwert. "Adolf Loos: la visión nueva en el estudio Internacional, 1973.
- Janet Stewart, Fashioning Viena: la crítica Cultural de Adolf Loos, Londres: Routledge, 2000

- Datos: Q3356536